# 프로프소유즈나야역
프로프소유즈나야역(러시아어: Профсоюзная)은 모스크바 지하철 칼루시스코 리시스카야 선의 역이다. 1962년 10월 13일에 개장하였다. 역명은 프로프소유즈나야 거리에서 따온 것이다.

## 디자인
프로프소유즈나야 역은 3칸짜리 표준 기둥으로 제작되었으며 회색 대리석으로(미완성 스트립을 제외하고) 각 면에 있는 기둥을 특징으로 한다. 벽은 4×4 사이즈 정사각형의 하얀 도자기 타일로 이루어진 다이아몬드 패턴으로 마감되었다. 본 역의 담당 건축가는 니나 아레시나, 엔, 뎀친스키이다.

## 같이 보기
- (러시아어) 아카데미체스카야 역 설명[깨진 링크(과거 내용 찾기)]
- (러시아어) metro.ru
- (러시아어) news.metro.ru
- (러시아어) metrowalks.com/ru